# Hearts of Soul
Hearts of Soul je bio nizozemski pop sastav koji su sredinom 1960-ih godina osnovale tri sestre: Bianca, Stella i Patricia Maessen.
Isprva su sestre bile studijski prateći vokali za druge pjevače. Godine 1968. izašle su na scenu, a 1969. izdaju prvi album. Godine 1970. su nastupile na Euroviziji s pjesmom "Waterman", koju je napisao Pieter Goemansas. Plasirale su se na 7. mjesto (od 12) te im taj nastup nije značajno pridonio karijeri. Nakon toga se nisu prečesto pojavljivale na nizozemskoj estradi; značajnija im je suradnja bila ona s Mariusom Monkauom na singlu duhovne glazbe "Oh Complete Jesus".
Sredinom 1970-ih sestre se sele u Belgiju i s bivšim rockerom Lucom Smetsom, koji je oženjen Biancom, osnivaju grupu Dream Express. Godine 1977. su predstavljali Belgiju na Euroviziji, što je bilo prvi put da je predstavnik Belgije pjevao na engleskom. Pjevali su pjesmu "A Million in One, Two, Three" i osvojili 7. mjesto među 18 natjecatelja.
Godine 1979. su promijenili ime u LBS. Njihovi singlovi "LBS" i "Uncle Jim" doživjeli su veliki uspjeh na radijskim postajama.
Stella je nastupala samostalno pod imenom Stella Mason. Predstavljala je Belgiju (na francuskom jeziku) na Euroviziji 1982. s pjesmom "Si tu aîmes ma musique", postigavši zavidan plasman: 4. mjesto od 18 natjecatelja.
Bianca je također 1980-ih i početkom 1990-ih imala nekoliko singlova u Belgiji.
Treća sestra, Patricia, nastupila je na Euroviziji 1986. kao prateći vokal za kasniju pobjednicu, Sandru Kim, u pjesmi "J'aime la vie". Godine 1987. također je pjevala na Eurosongu, kao prateći vokal za predstavnicu Luksemburga. Umrla je u 1996., u 44. godini.